# Gunung Tijon
Gunung Tijon är ett berg i Indonesien.   Det ligger i provinsen Aceh, i den västra delen av landet, 1 600 km nordväst om huvudstaden Jakarta. Toppen på Gunung Tijon är 2 320 meter över havet, eller 77 meter över den omgivande terrängen. Bredden vid basen är 1,1 km. Gunung Tijon ingår i Van Daalen Mountains.
Terrängen runt Gunung Tijon är kuperad åt sydväst, men åt nordost är den bergig.  Trakten runt Gunung Tijon är nära nog obefolkad, med mindre än två invånare per kvadratkilometer. Det finns inga samhällen i närheten. I omgivningarna runt Gunung Tijon växer i huvudsak städsegrön lövskog.